# Viktorija Leleka
Viktorija Volodymyrivna Leleka, coniugata Soobcokova (in ucraino Вікторія Володимирівна Лелека-Сообцокова?; Dnipropetrovs'k, 7 marzo 1973), è un'ex cestista ucraina, fino al 1991 sovietica.

## Carriera
Con l'Ucraina ha disputato i Giochi olimpici di Atlanta 1996 e tre edizioni dei Campionati europei (1997, 2001, 2003).